# Andrin Zellweger
Andrin Zellweger (* 29. Juli 1991) ist ein Schweizer Unihockeyspieler, welche beim Nationalliga-A-Verein UHC Waldkirch-St. Gallen unter Vertrag steht.

## Karriere
2006 stiess der St. Galler von den Junioren des UHC Neckertal zum UHC Waldkirch-St. Gallen. Seither durchlief Zellweger alle Juniorenstationen. Während der Saison 2011/12 debütierte er in der ersten Mannschaft der St. Galler und war seit der Saison 2014/15 Captain der Ostschweizer.
Am 20. April 2016 gab Chur Unihockey bekannt, dass Andrin Zellweger zur Saison 2016/17 für die Churer auflaufen wird. Chur Unihockey begründete den Transfer Zellwegers mit Kaderverstärkungen auf der Position des Centers. Am 15. Februar 2018 gab Chur Unihockey bekannt, dass Zellweger 2018/19 seine dritte Saison für die Bündner bestreiten wird.